# Halectinosoma valeriae
Halectinosoma valeriae är en kräftdjursart som beskrevs av Soyer 1972. Halectinosoma valeriae ingår i släktet Halectinosoma och familjen Ectinosomatidae. Inga underarter finns listade i Catalogue of Life.